# 小桥广场
小桥广场（Place du Petit-Pont）是巴黎第五区的一个广场。蒙特贝洛堤岸（quai de Montebello）、圣米歇尔堤岸（quai Saint-Michel）以及贝切里路（rue de la Bûcherie）以及胡切特路（rue de la Huchette）交汇于此。宽32米。

## 名称
小桥广场得名于小桥 (巴黎)（Petit-Pont）。

## 交通
小桥广场附近有大区快铁C线的圣米歇尔-巴黎圣母院站，以及地铁4号线的圣米歇尔站。

## 历史

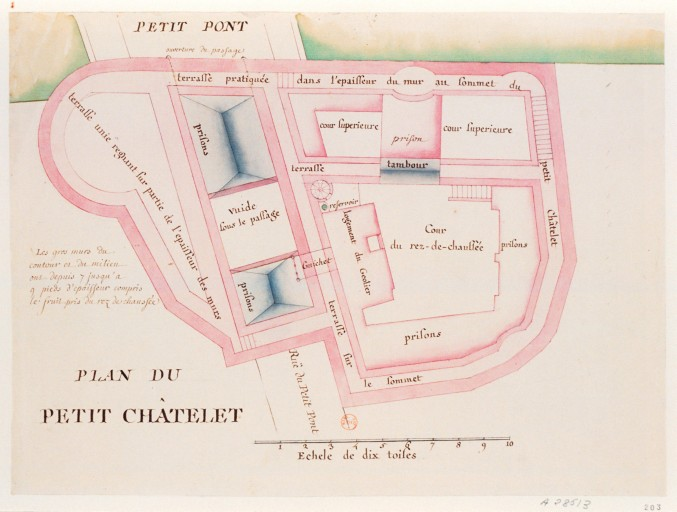

广场开辟于1782年。原名"格洛雷特广场"（Place Gloriette）。

## 建筑
- 小桥 (巴黎)（Petit-Pont），通往西岱岛。

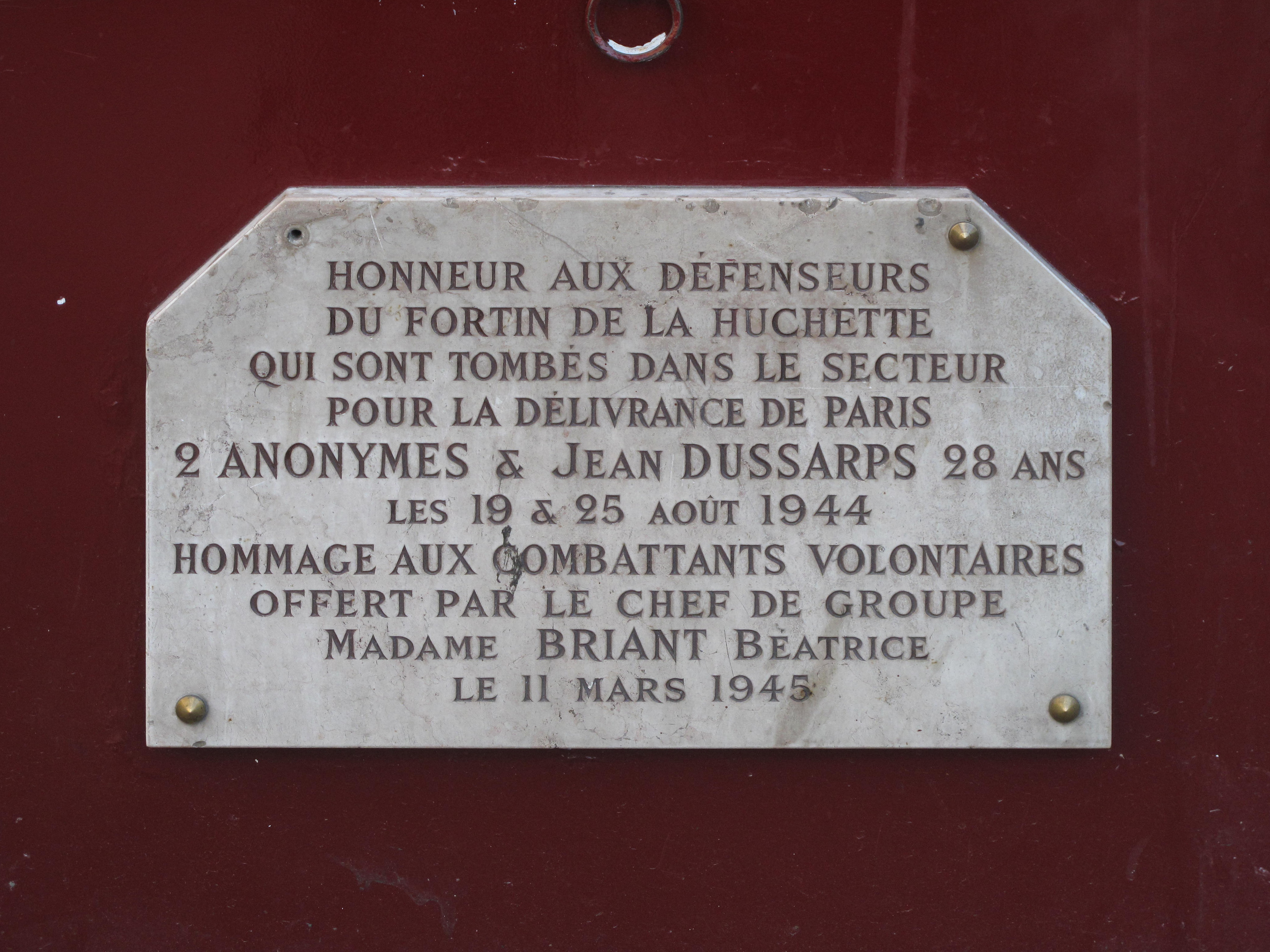

- 6号